# Killshot (bài hát của Eminem)
Killshot (được viết hoa khi cách điệu) là một bài hát được ca sĩ người Mỹ Eminem sáng tác và được Illa da Producer sản xuất. Bài hát là phản ứng của Eminem với bài "Rap Devil" của Machine Gun Kelly.